# Kanton Cagnes-sur-Mer-2
 Cagnes-sur-Mer-2 is een kanton van het Franse departement Alpes-Maritimes. Het kanton maakt deel uit van het arrondissemente Grasse .

Het telt 43.308 inwoners in 2018.

Het kanton werd gevormd ingevolge het decreet van 24 februari 2014 met uitwerking op 22 maart 2015.

## Gemeenten
Het kanton omvat volgende  gemeenten : 
- Cagnes-sur-Mer  (oostelijk deel)
- La Gaude
- Saint-Laurent-du-Var